# 하모니로

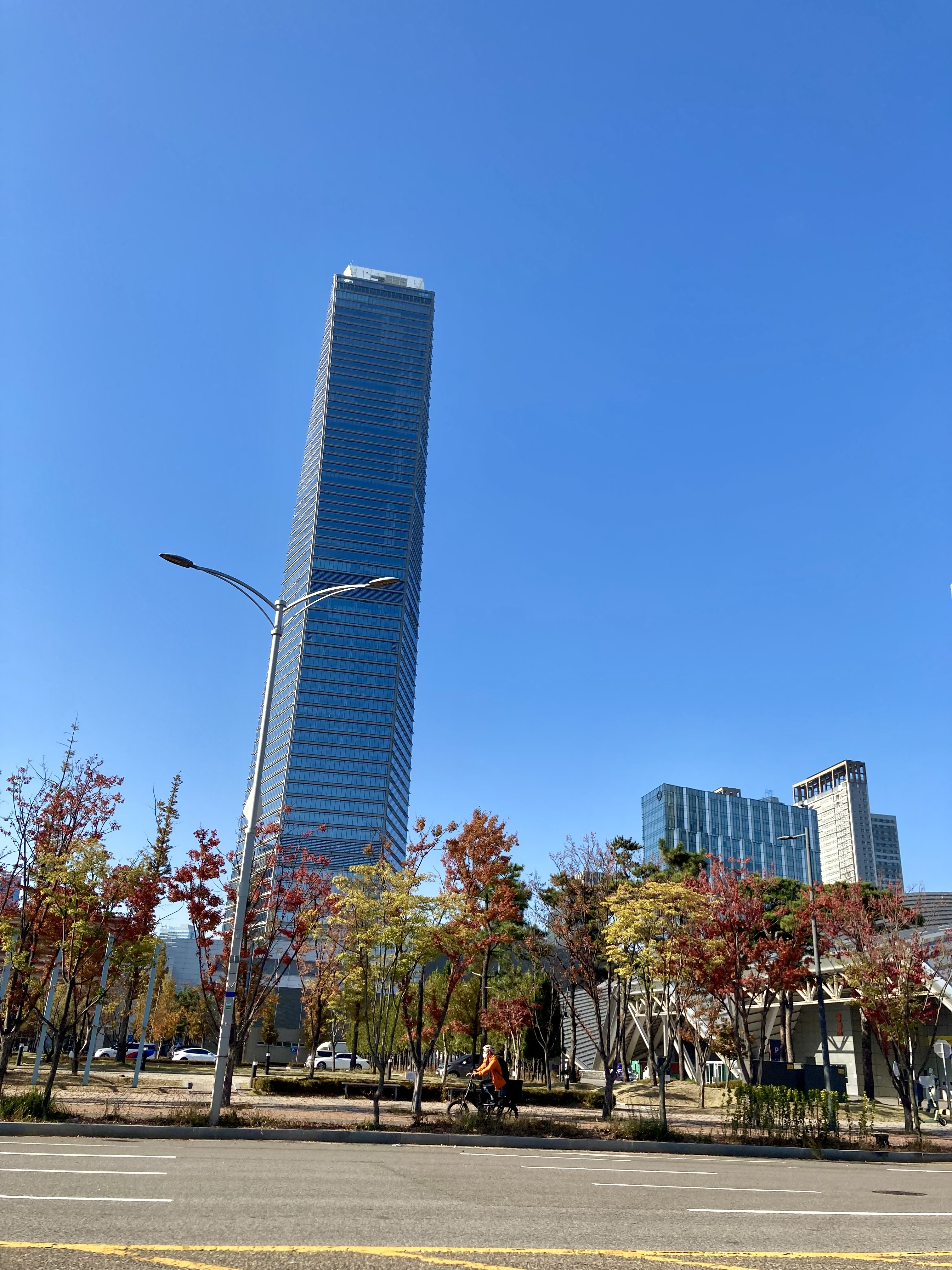
하모니로에서 보이는 포스코타워

하모니로는 인천광역시 연수구에 있는 도로이다. 송도동에 가장 중심부에 있는 도로이며, 송도동 41을 기점으로 송도동 51까지의 도로이다. 3.33km(3,333m)로 구성된 총 연장 길이로 구성되어 있다.

## 개요
하모니로의 명칭 제정은 송도의 의미에서 파생되어 인간, 사물, 자연이 조화를 이루는 도시인 인천경제자유구역의 명성에 맞게 다양한 문화와 여가, 주거가 공존하는 지역임을 알리는 의미가 담겼다.
하모니(Harmony)라는 영어의 뜻(여러 개의 사물이나 존재 사이의 조화)과 의미를 사용하여 조화의 뜻을 담은 도로명으로 2009년 05월 14일 고시 및 효력이 발생하였다. 
송도동 도시구조상 열 방향으로 구성된 형태를 지니다보니 도로를 인접하거나 교차한다. 주요 송도 내의 공원도 솔찬공원, 담수유수지, 해돋이공원, 새아침공원, 등에 인접해 있는 도로로 볼 수 있어 자연 친화적인 도로이도 하다.

## 사진

### 도로 및 시설물

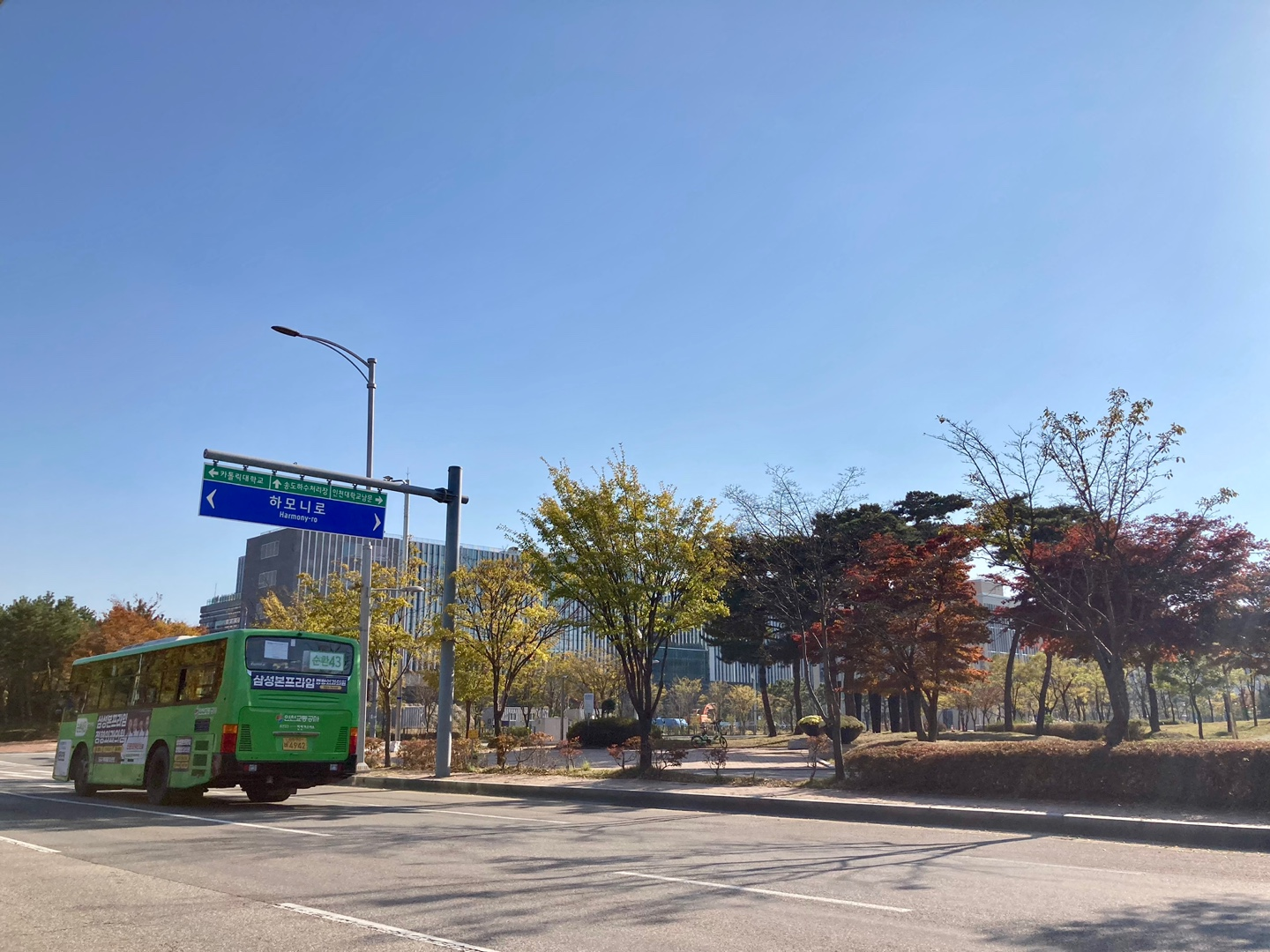
하모니로 표지판

### 주요건물

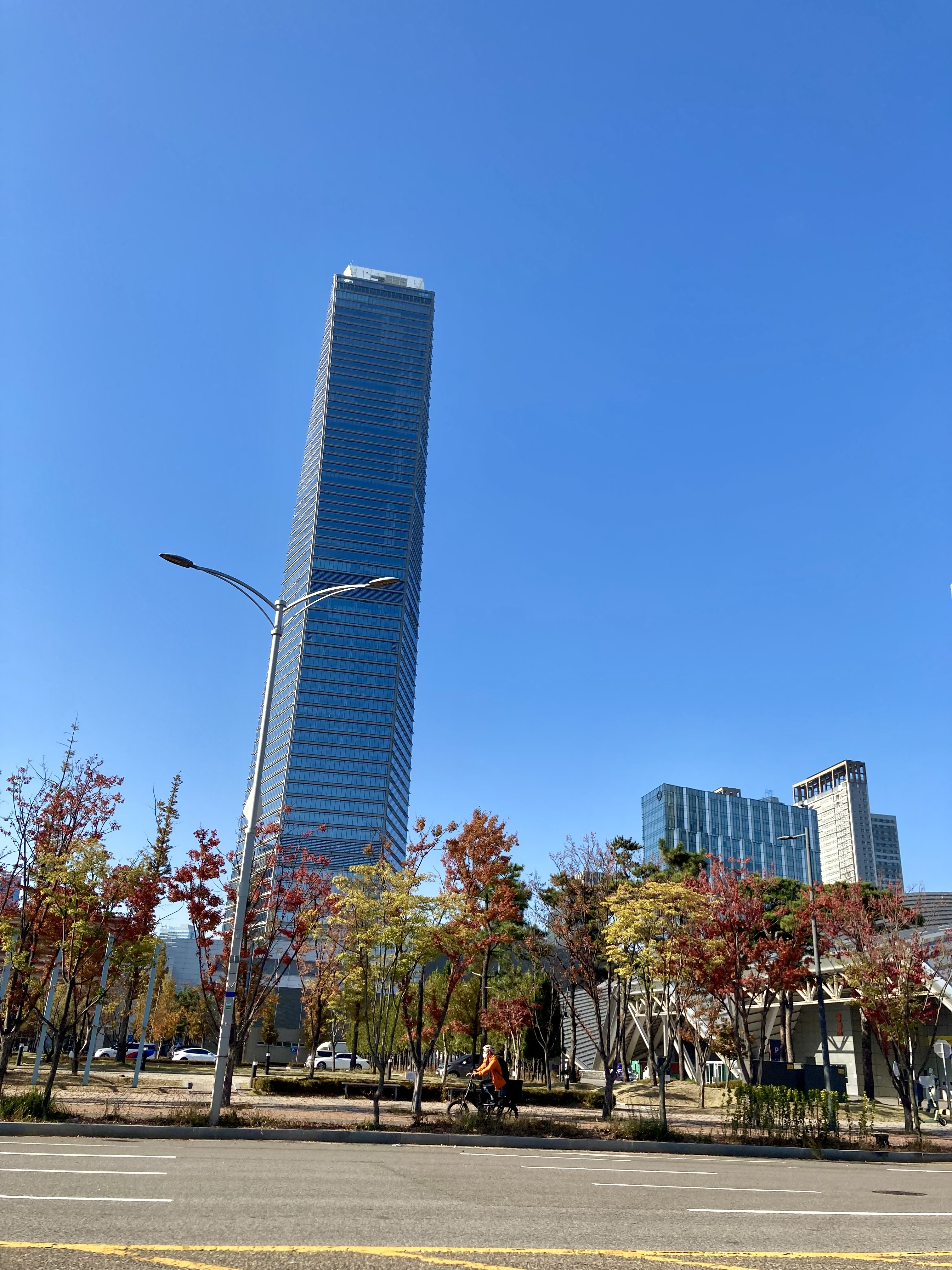
하모니로에서 보이는 포스코타워
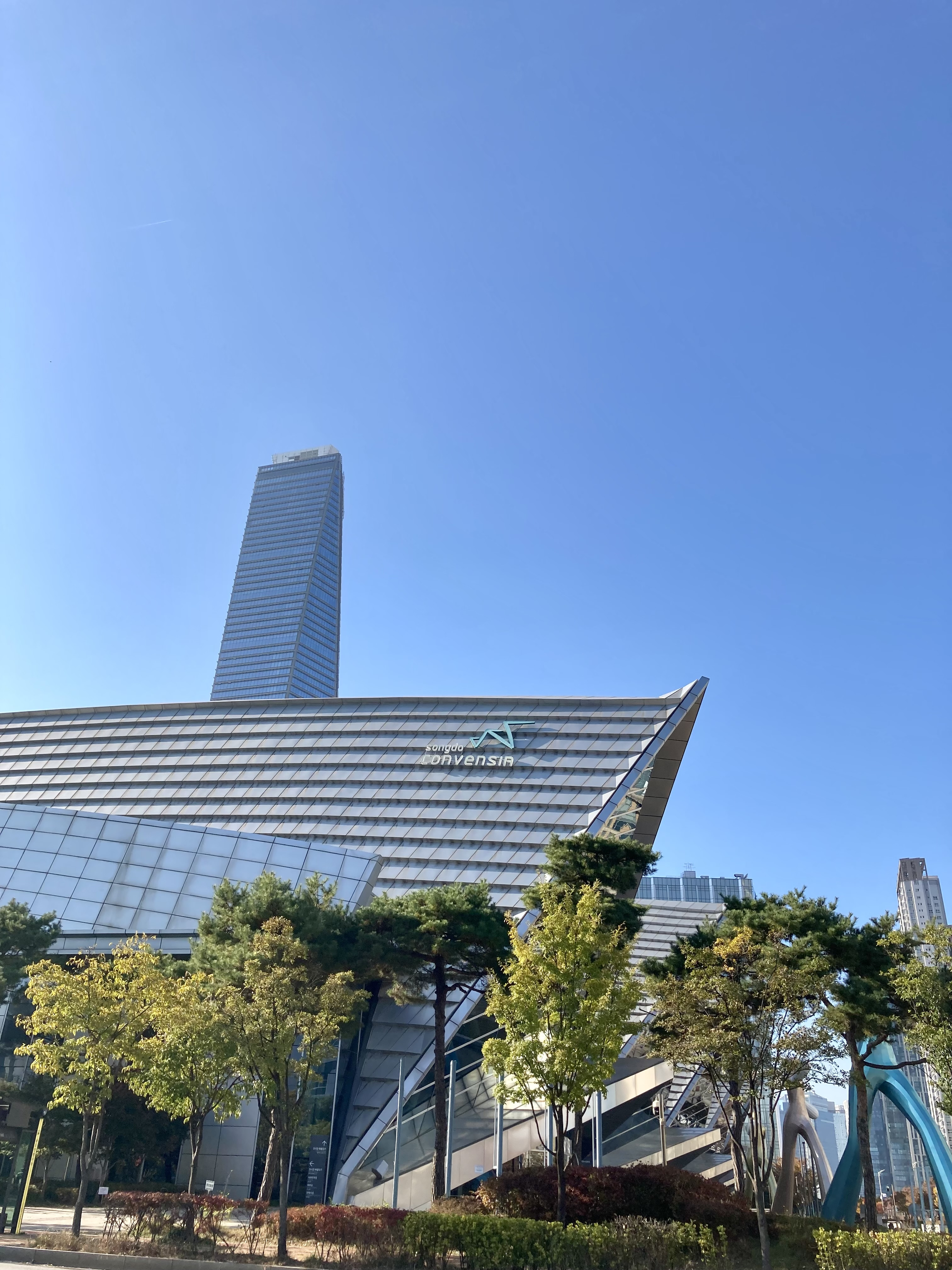
하모니로에서 보이는 송도컨벤시아
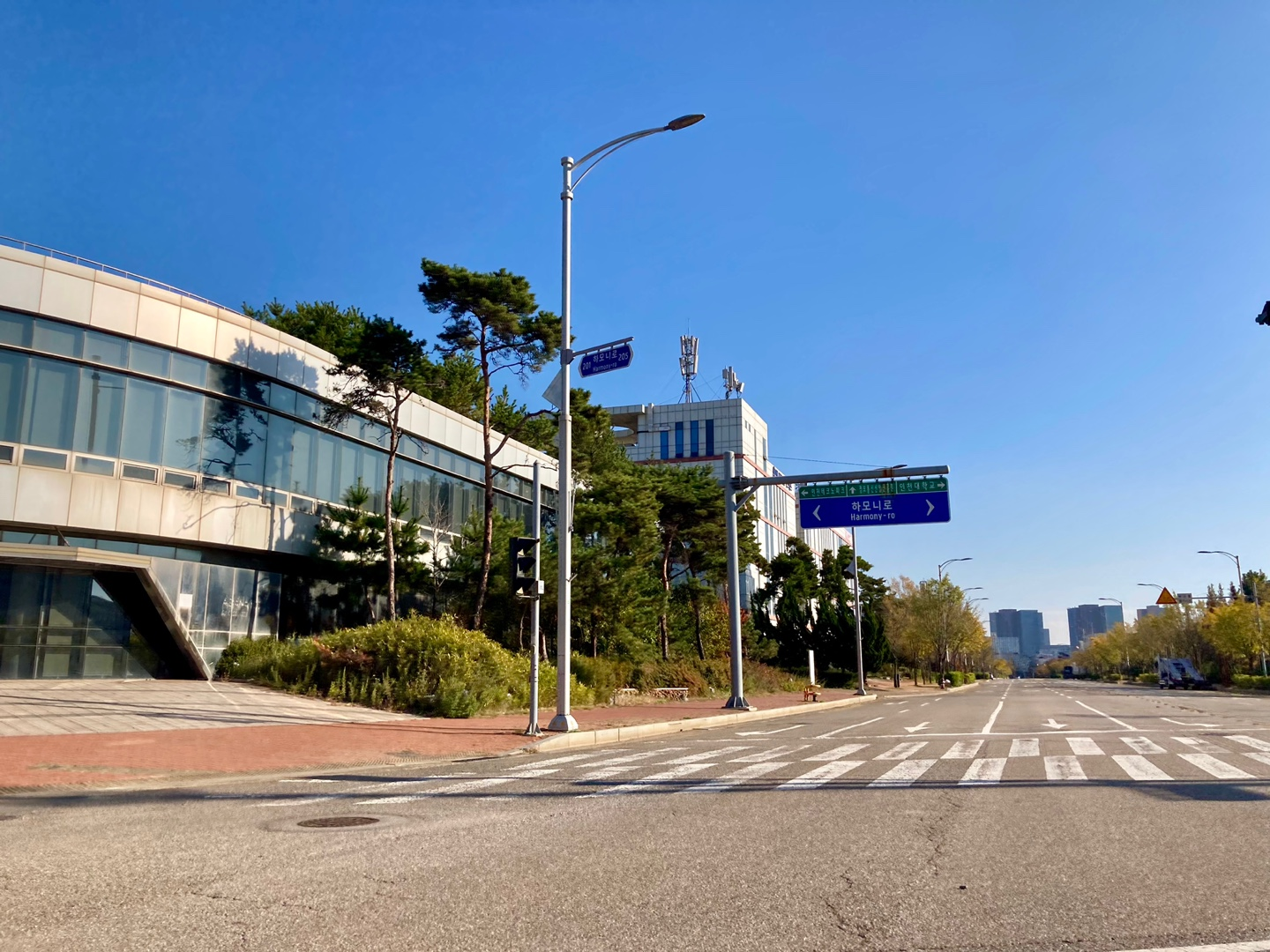
테크노파크로와 교차하는 구간
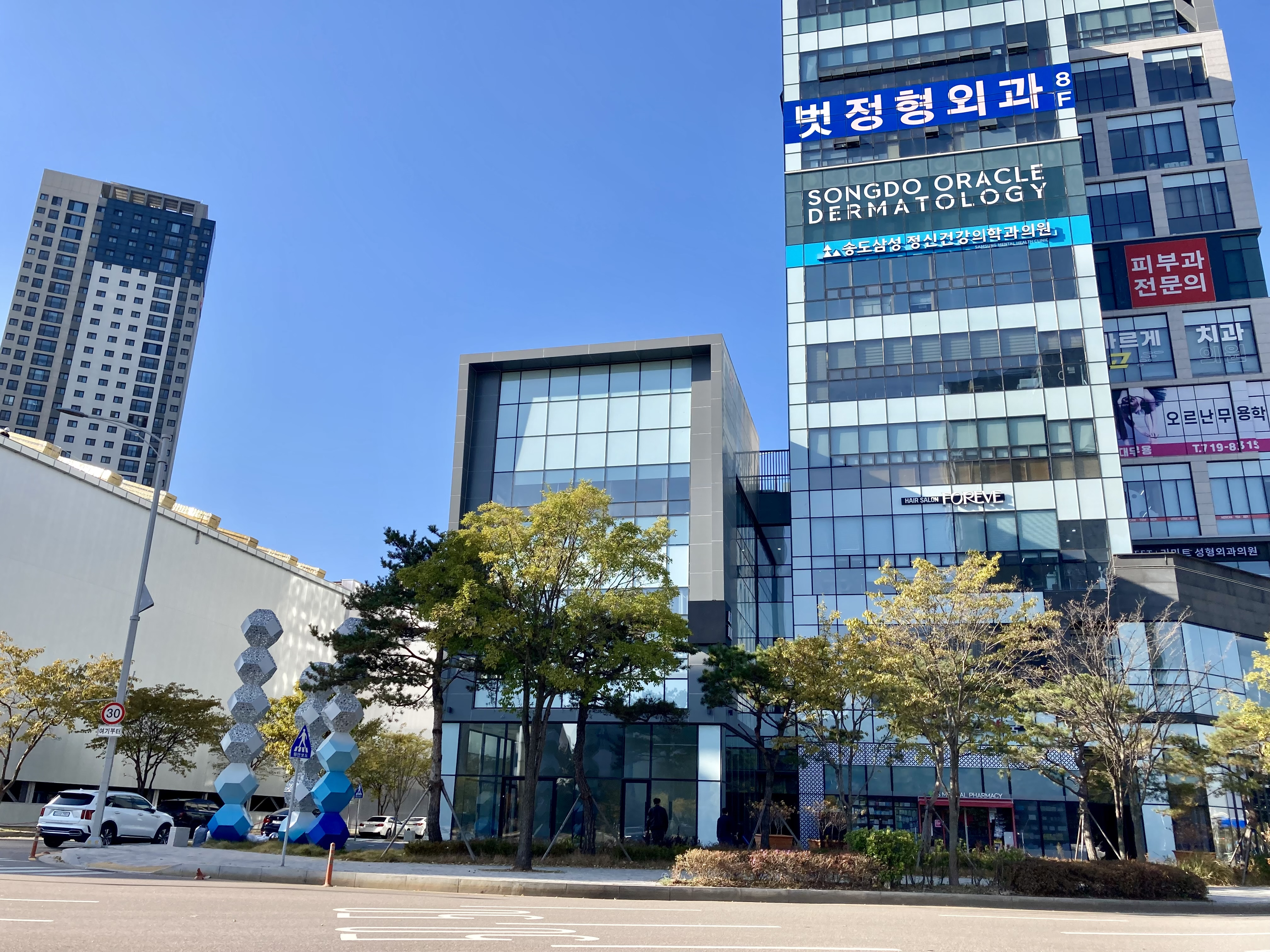
송도중앙타워(하모니로178번길 6)

## 연결도로
- 신송로
- 해돋이로
- 센트럴로
- 테크노파크로
- 해송로
- 인천타워대로
- 벤처로
- 아카데미로
- 송도국제대로372번길